# Gintė Bernadeta Damušytė-Damušis
Gintė Bernadeta Damušytė-Damušis (* 25. April 1956 in Cleveland, Ohio) ist eine litauische Diplomatin.

## Leben
Ihr Vater ist der Chemiker und Universitätsprofessor Adolfas Damušis (1908–2003). 1973 absolvierte sie eine lituanistische Schule in Detroit und 1975 Deutschsprachkurse im Goethe-Institut in Deutschland, 1979 das Bachelorstudium der Geschichte und Politologie an der Wayne State University in Detroit. Ab 1983 war sie Mitarbeiterin bei „Bridges“ und ab 1984 bei The Observer. Von 1998 bis 2001 war sie Botschafterin in Österreich, von 1999 bis 2001 auch in der Slowakei, von 2000 bis 2001 dazu in Kroatien, ab 2001 Vertreterin bei der NATO, von 2008 bis 2012 Botschafterin in Kanada.
Sie ist Mitglied von Ateitininkai.

## Auszeichnungen
- Orden für Verdienste um Litauen Komandoro kryžius, 2003